# Oxyrrhexis chinensis
Oxyrrhexis chinensis är en stekelart som beskrevs av He 1996. Oxyrrhexis chinensis ingår i släktet Oxyrrhexis och familjen brokparasitsteklar. Inga underarter finns listade i Catalogue of Life.